# مولنباخ
مولنباخ (به آلمانی: Müllenbach) یک شهر در آلمان است که در اهرویلر واقع شده‌است. مولنباخ ۴۸۷ نفر جمعیت دارد.